# Готфрид Бульонский
Го́тфрид IV Бульо́нский, также известный как Годфруа́ де Бульо́н (фр. Godefroi de Bouillon, нем. Gottfried von Bouillon, нидерл. Godfried van Bouillon) (ок. 1060, Булонь — 18 июля 1100, Иерусалим) — граф Бульонский (1076—1096), герцог Нижней Лотарингии (1087—1096), сын Евстахия II, графа Булонского и Иды, сестры Готфрида III Горбатого. Один из предводителей Первого крестового похода 1096—1099 на Восток, после захвата Иерусалима был провозглашён правителем Иерусалимского королевства (с 1099), вместо королевского титула принял титул барона и «Защитника Гроба Господня» (лат. Advocatus Sancti Sepulchri).

## Биография
Известно, что в молодости Готфрид принимал участие в войне между Генрихом IV и папой Григорием VII, сражаясь на стороне императора; именно в ходе этого противостояния он впервые продемонстрировал свои военные способности.
После поражения «Крестового похода бедноты» Готфрид Бульонский (к тому времени ставший герцогом Нижней Лотарингии) вместе с братьями Балдуином и Эсташем возглавил организованную армию крестоносцев, двинувшуюся в путь из Лотарингии, рейнских и нижних земель. В это войско принимали как сторонников Папы, так и приверженцев императорской власти, а основную часть армии составляли валлоны. По словам Анны Комниной, численность лотарингских крестоносцев составила 10 тыс. всадников и 70 тыс. пехотинцев, однако эти цифры, скорее всего, завышены. Перед тем, как встать во главе войска, Готфрид продал большую часть своего имущества, включая графство Бульонское.
Лотарингцы выступили в поход первыми, и их предводителям пришлось приложить немало усилий, чтобы преодолеть враждебность жителей Венгрии, которые хорошо помнили бесчинства крестоносцев-простолюдинов. Неподалёку от Белграда Готфрид встретился с послами византийского императора Алексея Комнина, заключив с ними соглашение, согласно которому византийцы обязывались снабжать его армию провизией в обмен на защиту их земель. Этот договор соблюдался до тех пор, пока крестоносцы не вышли к Селимбрии; по неизвестным причинам лотарингцы осадили этот город, взяли его штурмом и разграбили. Встревоженный Алексей приказал Готфриду явиться в Константинополь, дать разъяснения и принести василевсу присягу на верность. Однако герцог, будучи вассалом германского императора, даже не рассматривал возможность такого оммажа; более того, он вовсе не подозревал, что Крестовый поход может рассматриваться как помощь Византии, и ожидал, что сам Алексей со своими силами присоединится к крестоносцам. Поэтому Готфрид отказался от аудиенции, и 23 декабря 1096 года вся лотарингская армия встала под стенами Константинополя.
Пытаясь заставить Готфрида подчиниться, Алексей прекратил снабжать крестоносцев провизией, однако когда те начали грабить окрестности города, императору пришлось уступить: он вновь наладил поставки провианта и разрешил лотарингцам стать лагерем в районе Перы и Галаты. Герцог в очередной раз отказался от аудиенции и продолжил ждать прибытия остальных крестоносных войск. Анна Комнина в «Алексиаде» обвиняет Готфрида в том, что он «хотел свергнуть Самодержца и захватить столицу», и сообщает, что Алексей тайно организовал военные отряды, следившие за тем, чтобы лотарингцы не смогли отправить посланцев к Боэмунду Тарентскому или другим предводителям похода.

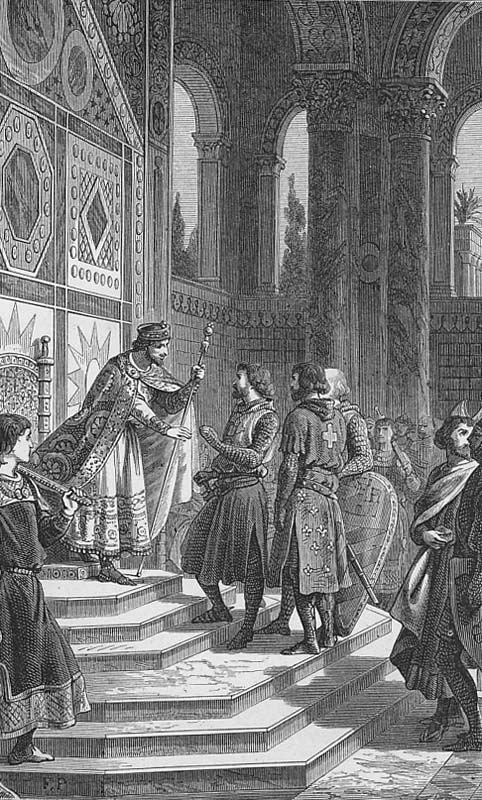
Готфрид Бульонский и бароны в императорском дворце Алексея I Комнина

Император также пригласил ко двору нескольких знатных крестоносцев, надеясь заручиться их поддержкой, однако Готфрид, решив, что Алексей захватил его приближённых, приказал сжечь лагерь в Галате и повёл войска к крепостным валам Константинополя, где между греками и латинянами начались стычки. Если верить Анне Комниной, византийцы пытались избежать боя, однако крестоносцы вынудили их обороняться. В завязавшемся сражении лотарингцы потерпели поражение. Алексей Комнин отправил к герцогу Гуго де Вермандуа, который жил при императорском дворе как почётный гость, чтобы тот уговорил Готфрида сложить оружие и принести василевсу присягу, однако ни проигранный бой, ни увещевания Гуго не смогли переубедить лотарингского феодала. На следующий день состоялось ещё одно сражение между крестоносцами и византийцами, вновь завершившееся разгромом людей Готфрида. Только после этого герцог согласился принять условия Алексея, присягнув ему на верность и поклявшись передать все завоёванные им земли одному из военачальников византийского императора. Он «получил много денег» и «после пышных пиров переправился через пролив», став лагерем близ Пелекана. Перед тем, как принять оммаж, Алексей, следуя византийскому обычаю, формально усыновил Готфрида.

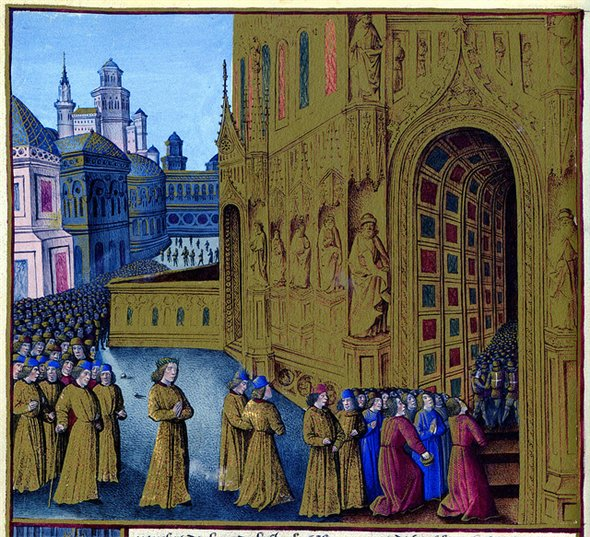
Готфрида Бульонского ведут к церкви Гроба Господня

Когда в Константинополь прибыли войска других представителей похода, император вынудил Готфрида вернуться ко двору, где он выступал в качестве гаранта исполнения клятвы. Затем герцог принял командование и выступил на Никею в начале мая 1097 года. Он приказал отправить вперёд авангард из трёх тысяч человек, которым поручил вырубить просеку, чтобы армия могла двигаться беспрепятственно, и к середине мая крестоносцы достигли столицы Румского султаната.
После взятия Никеи войска франков разделились на два корпуса. Одним из них, шедшим в авангарде, командовал Боэмунд, второй, выступивший позже и состоявший примерно из 30 тысяч воинов, возглавил Готфрид.

## Герб
Атрибутируемый герб Готфрида Бульонского представляет собой так называемый иерусалимский крест (крест с Т-образными окончаниями ветвей), окружённый четырьмя меньшими крестами, золотой на серебряном поле. Являющийся нарушением всех канонов геральдики, согласно которым наложение металла на металл и эмали на эмаль не допускается, он был присвоен Готфриду после взятия Иерусалима соратниками, желавшими отметить его заслуги в организации Крестового похода. Позднее иерусалимский крест стал одним из символов христианства.

Герб Иерусалимского королевства
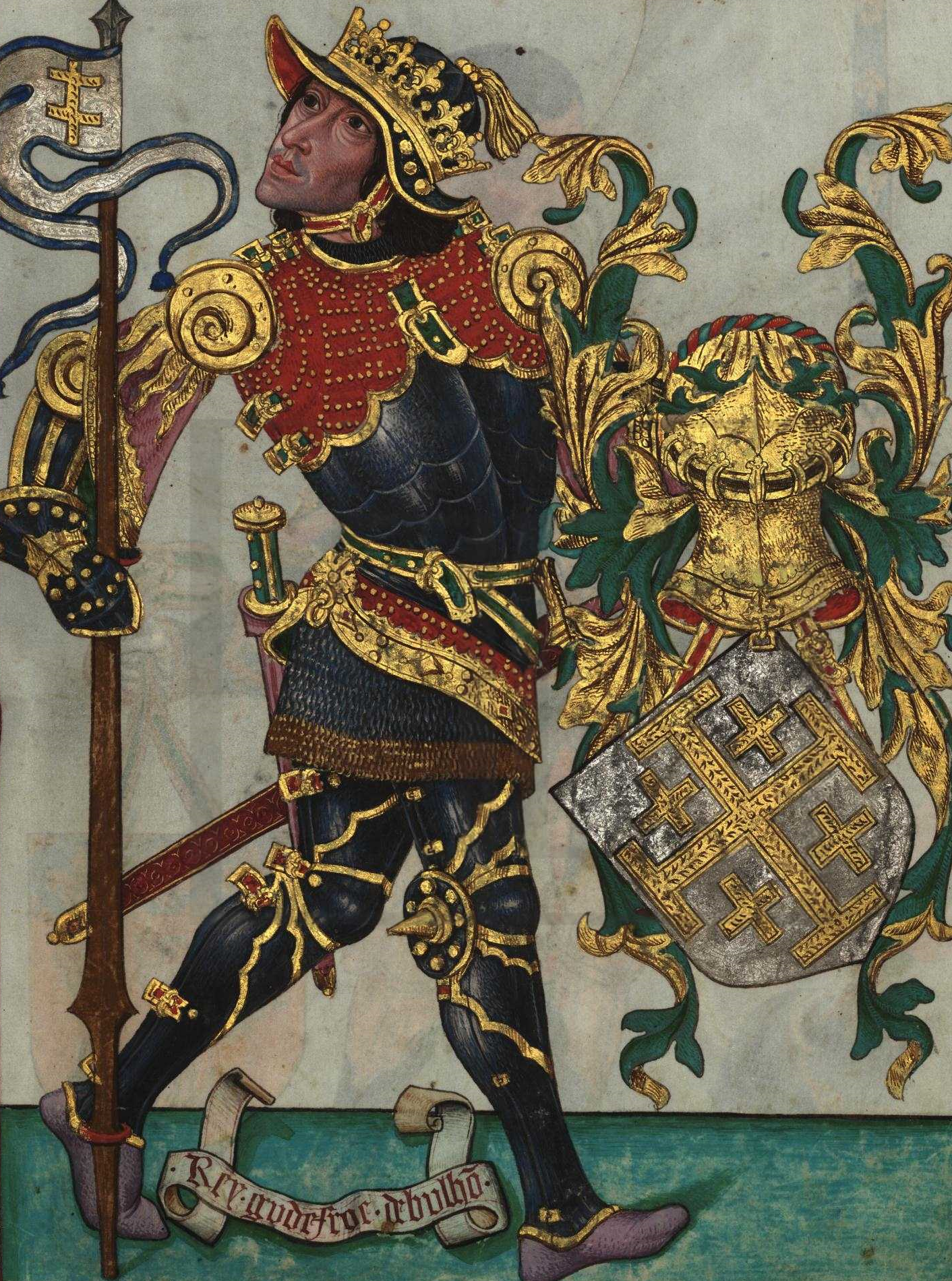
Герб из португальской «Книги главного оружейника» (f. V r)
Предполагаемый герб Готфрида, как герцога Нижней Лотарингии

## История правления

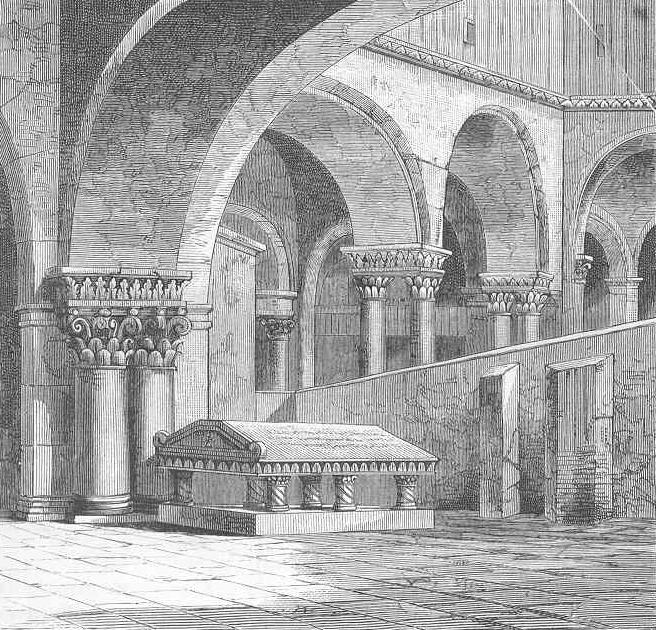
Гробница Готфрида Бульонского в Храме Гроба Господня

После взятия Иерусалима был избран королём и получил титул защитника Гроба Господня (однако впоследствии рассказывали, что Готфрид был единогласно провозглашён иерусалимским королём, но отклонил это избрание, не желая носить золотой венец там, где Царь царей носил терновый). Будучи Королём Иерусалимским, Готфрид позаботился о расширении пределов государства, налагал подати на эмиссаров Кесарии, Птолемаиды, Аскалона и подчинял своей власти аравитян по левую сторону Иордана. По его инициативе для установления порядка в королевстве было введено законоположение, которое получило название Иерусалимских aссиз.
Погиб, по сообщению Ибн аль-Каланиси, при осаде Акры (Акко). Также есть версия, что умер от холеры.

## Оценки личности и вклада в историю

### Отзывы современников
Анна Комнина в «Алексиаде» описывает Готфрида Бульонского как «человека очень богатого, весьма гордившегося благородством, храбростью и знатностью своего рода».

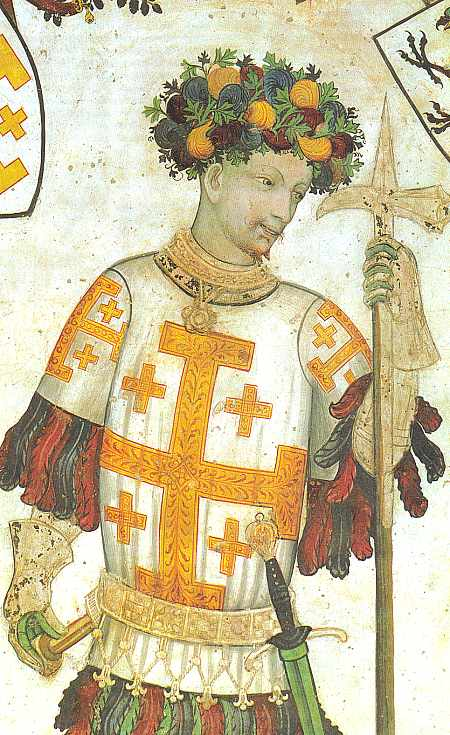
Готфрид Бульонский, фреска Giacomo Jaquerio, 1418—1430 годов.

Гийом Тирский в своих трудах говорит о нём так: «Он был верующим человеком, простым в обращении, добродетельным и богобоязненным. Он был справедлив, избегал зла, он был правдив и верен во всех своих начинаниях. Он презирал тщеславие мира, качество редкое в этом возрасте, и особенно среди мужей воинской профессии. Он был усерден в молитвах и благочестивых трудах, известен своим обхождением, любезно приветливый, общительный и милосердный. Вся его жизнь была похвальна и угодна Богу. Он был высок ростом, и хотя нельзя было сказать, что он был очень высок, однако он был выше, чем люди среднего роста. Он был муж несравнимой силы с крепкими членами, мощной грудью и красивым лицом. Его волосы и борода были русыми. По общему мнению, он был самый выдающийся человек во владении оружием и в военных операциях».

## Первоисточники
- Раймунд Ажильский. История франков, которые взяли Иерусалим (лат. Raimundi de Aguiliers. Historia Francorum qui ceperunt Iherusalem).
- Фульхерий Шартрский. Деяния франков, совершивших паломничество в Иерусалим (лат. Fulcherii Carnotensis. Gesta francorum Hierusalem peregrinantium).
- Деяния франков (Аноним) (лат. Gesta Francorum).
- Ибн аль-Каланиси. История Дамаска, фрагменты в История крестовых походов в документах и материалах. М., 1975.
- Гийом Тирский. Готфрид Бульонский становится «Защитником Гроба Господня»
- Жозеф Франсуа Мишо. История крестовых походов.

## В культуре

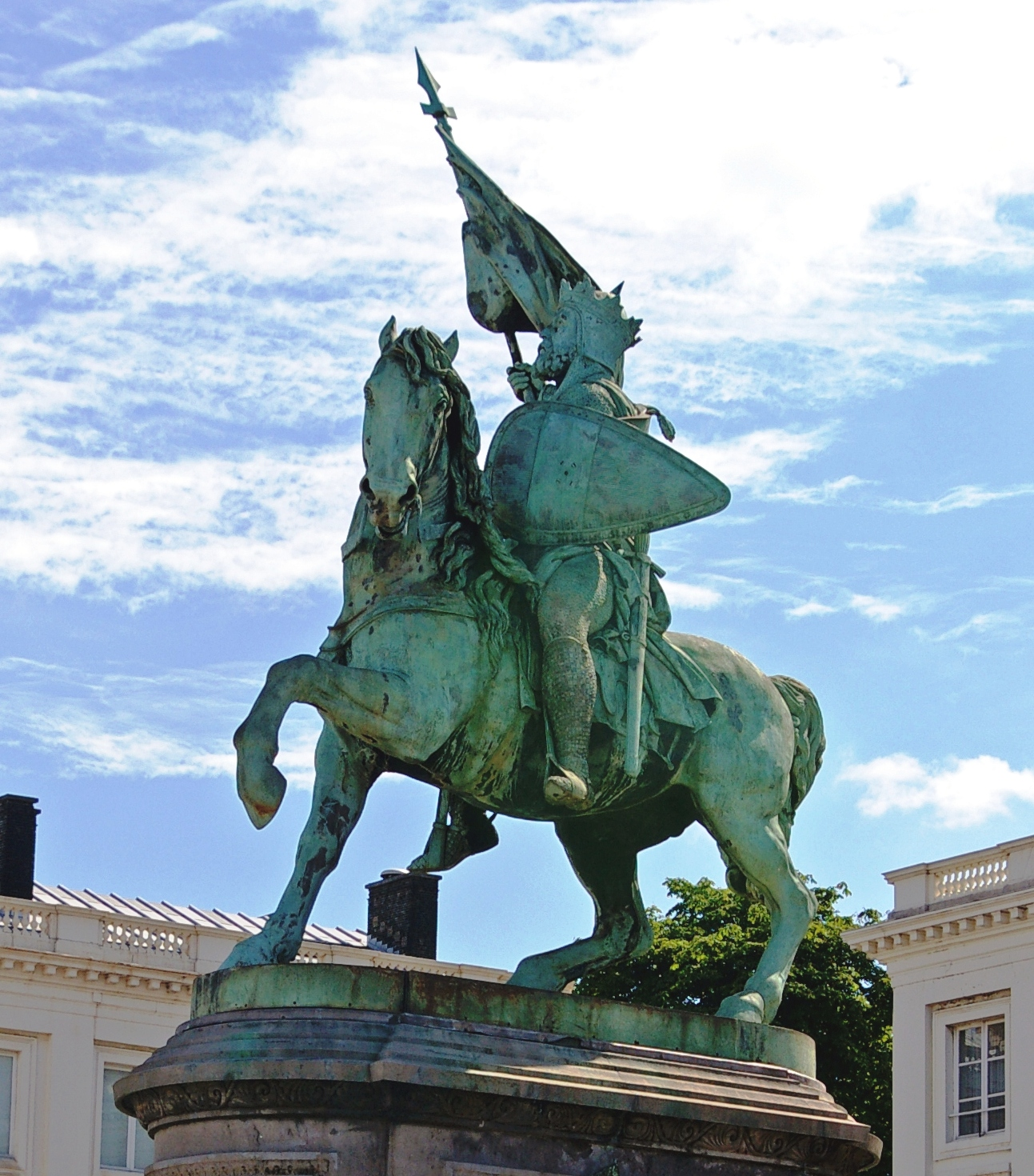
Памятник Готфриду Бульонскому в Брюсселе

Данте включил Готфрида в свою «Божественную комедию», разместив его в Раю, на пятом небе, в обители воителей за веру рядом с Иисусом Навином, Иудой Маккавеем, Карлом Великим, Роландом и Робертом Гвискаром. Кроме этого вокруг Готфрида в XII—XIII веках сложился цикл эпических поэм. Среди них:
- несколько поэм о вымышленном деде Готфрида, Рыцаре Лебедя Элиасе.
- «Отрочество Готфрида» (Enfances Godefroid). В 15 лет он был посвящён в рыцари и отличился при императорском дворе справедливостью и храбростью. Тем временем старая сарацинская волшебница Калабра, мать Корбарана, видит на небе предзнаменование: в Святую землю должен явиться герцог Бульонский в сопровождении двух братьев и завоюет Никею, Антиохию и Иерусалим. Сарацин Сорнумарант отправляется в Европу, чтобы убить герцога Бульонского. Он попадает в аббатство Сен-Трон, где знакомится с Готфридом, но не убивает его, а находит с ним общий язык[17].
- «Взятие Акры» (Prise d’Acre). Поэма о подвигах Готфрида Бульонского и его баронов в Палестине, об их походе на Акру. Между сестрой Корбарана Матруаной и Готфридом вспыхивает любовное чувство, которое увенчивается свадьбой[17].
- «Смерть Готфрида» (Mort Godefroi). Готфрид, Евстахий и другие отправляются во Францию. По дороге они навещают в Риме папу. Готфрид возвращается в Акру, где заболевает. По выздоровлении он отражает нападение сарацин, но затем умирает, будучи предательски отравлен Ираклием, патриархом Иерусалимским. Тело Готфрида предают земле перед гробом Господним[17].